# 삼중주

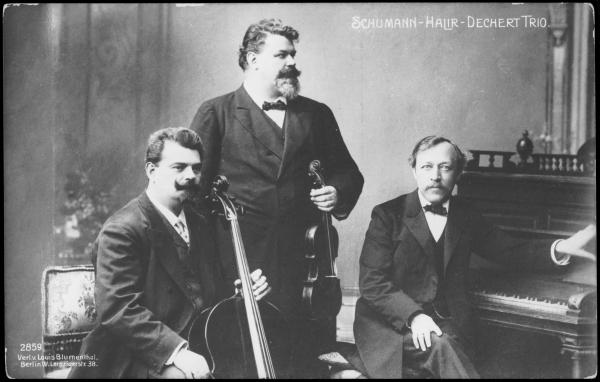
Schumann-Halir-Dechert 피아노 트리오(바이올린, 첼로, 피아노)

음악에서 삼중주(三重奏, Trio)는 세 악기가 함께 연주하는 것을 말한다.
피아노, 바이올린, 첼로로 구성된 피아노 삼중주와 바이올린, 비올라, 첼로로 구성된 현악 삼중주가 있다. 피아노 삼중주로 대표적인 곡은 베토벤, 드보르작, 슈베르트, 브람스의 작품이 있다.

## 개요
성악의 3중창에 해당한다. 여러 가지 악기의 편성이 가능하나, 가장 많은 것은 피아노 3중주와 현악 3중주이다. 피아노 3중주는 피아노·바이올린·첼로의 편성을 말하는 경우가 보통이다. 그 밖엔 관악기를 더한 것도 있다(플루트· 오보에·클라리넷·호른 등). 이러한 3중주는 고전파시대에 이르러 번성하였다. 그 이전인 바로크 시대에는 트리오 소나타라는 형식이 있었으나, 이것을 현재의 3중주로 생각한다면 오해를 가져오기 쉽다. 어쨌든 3중주는 2중주보다 화성이 충실하여 울림에도 변화를 가지고 있다.

## 같이 보기
- 피아노 삼중주